# Saint-Denis-de-Gastines
Saint-Denis-de-Gastines é uma comuna francesa na região administrativa da Pays de la Loire, no departamento de Mayenne. Estende-se por uma área de 48,01 km². Em 2010 a comuna tinha 1 503 habitantes (densidade: 31,3 hab./km²).